# そばにいて、すぐ消えて。
「そばにいて、すぐ消えて」は、YU-Aの3rdシングルである。

## 収録曲
1. そばにいて、すぐ消えて
  - 作詞：YU-A／作曲：3rd Productions／編曲：弦一徹
2. I can
  - 作詞：YU-A／作曲：3rd Productions
3. そばにいて、すぐ消えて(instrumental）
4. I can(instrumental）